# アンソニー・チェカーダ
アンソニー・チェカーダ (Anthony John Cekada, 1951年7月18日 - 2020年9月11日) は、アメリカ人の教皇座空位主義者のカトリック司祭かつ著作家である。

## 経歴

### 幼少期
チェカーダはスロベニア系イタリア人の家庭にアメリカ移民3世として生まれた。ウィスコンシン州ミルウォーキーで育ち、父親はシュリッツ社(Joseph Schlitz Brewing Company) のシュリッツ家の運転手として働いていた。母親は彼が12歳のときに癌のため死去した。1969年に高校を卒業した後、チェカーダはミルウォーキーの St. Francis Roman Catholic Seminary College で学び始め、そこで「ただちに神学的・典礼的近代主義に対する抗議運動を一人で始めた("immediately began a one-man protest against ... theological and liturgical modernism")」。大学を卒業する前に Wisconsin Conservatory of Music にてオルガンと作曲を学び、1973年に神学の学士号を取得して大学を卒業した。シトー会の修道士として2年間過ごした後の1975年に、スイスの Écôneにある聖ピオ十世会国際神学校に入り、聖ピオ十世会に入会し、学業を終えた後、 1977年にマルセル・ルフェーブル大司教により司祭に叙階された。

### St. Thomas Aquinas Seminary
叙階後、チェカーダはミシガン州Armadaの Joseph's House of Studies およびコネチカット州Ridgefield,の St. Thomas Aquinas Seminary で神学生を教えた。

### 「9人」および死去
1979年から1989年まで、ニューヨーク州 Oyster Bay Cove に居住して司牧および管理職に従事し、またカトリック聖伝主義の出版物 The Roman Catholic を編集した。1983年、チェカーダは他の8人の司祭とともに、種々の神学的問題をめぐって聖ピオ十世会 (SSPX) と決別した。 数年後にクラレンス・ケリー神父を長として 聖ピオ五世会 (SSPV) を設立した。1989年にチェカーダは SSPV を離れ、West Chester に転居し、St. Gertrude the Great Traditional Roman Catholic Churchの司牧に協力した。チェカーダはよく知られた確信的な教皇座空位主義者であり、第2バチカン公会議以降の教皇は全て無効であったと考えていた。
学年歴中は月に一度、チェカーダはフロリダ州 Brooksville に行き、教会法、典礼、聖書を教えた。
2020年9月11日にオハイオ州West Chesterで死去した。69歳であった。

## 著作活動
チェカーダは調査研究および執筆にかなりの時間を費やした。TAN Books は、第2バチカン公会議以後の典礼改革を批判するチェカーダの著作2冊を出版した。うち1冊は、カトリック聖伝運動の歴史における重要な文書である「オッタヴィアーニの介入」の解説と新訳である。もう1冊の The Problems with the Prayers of the Modern Mass は、1969年のローマミサ典礼書は、カトリックの教義（教会の独自性など）が計画的に (systematically) 省略されていると主張しており、少なくとも4言語に翻訳されている。
またチェカーダは、聖伝のミサの初心者向けに2冊の入門用小冊子を執筆し、St. Gertrude the Great Church から出版された。
チェカーダの参考文献には、第2バチカン公会議と公会議後の教皇の犯した誤り、教会法、神学校設立、Feeney 事件、パウロ6世のミサ、第2バチカン公会議以前の典礼の改訂、第2バチカン公会議以降の秘跡儀式の有効性、道徳および司牧神学の問題、教皇座空位主義者による訴訟、Schiavo 事件、聖ピオ十世会、聖伝主義者による内部論争、典礼規定の問題などの、多種多様なテーマに関する護教的、分析的、物議を醸す記事などが含まれている。
2010年にチェカーダは Work of Human Hands: A Theological Critique of the Mass of Paul VI の執筆を完了した。これは第2バチカン公会議後の典礼改革に関する468ページにわたる研究であり、Philothea Press より出版された。著書の中でチェカーダは、新しいミサや儀式は不適切な事柄を許容し、(ご聖体のうちの)現存に関するカトリックの教義を破壊する ("destroys Catholic doctrine concerning…the Real Presence") と主張している。

## 参照
1. ↑  Reid, Alcuin (2012). “Work of Human Hands: A Theological Critique of the Mass of Paul VI by Anthony Cekada (review)” (英語). Antiphon: A Journal for Liturgical Renewal 16 (1):  62–65. doi:10.1353/atp.2012.0005. ISSN 1543-9933.
2. 1 2 3 4  Michael W. Cuneo (21 July 1999). The Smoke of Satan: Conservative and Traditionalist Dissent in Contemporary American Catholicism. Johns Hopkins University Press. pp. 114–116. ISBN 978-0-8018-6265-6
3. 1 2 3 4 5  “St. Gertrude the Great » Clergy”. 2023年6月21日閲覧。
4. ↑  Anthony Cekada (2008年). “The Nine vs. Lefebvre: We Resist You to Your Face”. 2011年8月10日閲覧。
5. ↑  “MOST HOLY TRINITY SEMINARY – Pre-Vatican II Roman Catholic”. www.mostholytrinityseminary.org. 2023年6月21日閲覧。
6. ↑  James Likoudis; Kenneth D. Whitehead (2006). The Pope, the Council, and the Mass: Answers to Questions the "Traditionalists" Have Asked. Emmaus Road Publishing. p. 148. ISBN 978-1-931018-34-0
7. ↑  “Free Info Updates | Traditional Latin Mass Resources”. www.traditionalmass.org. 2023年6月21日閲覧。
8. ↑  “Home”. philotheapress.com. 2023年6月22日閲覧。